# Motacíl·lids
Els motacíl·lids són una família d'ocells de mida petita amb cues mitjanes i llargues formada per ocells com les cueretes, la piula d'esperons i altres piules. Comprèn al voltant de 70 espècies que es troben en cinc gèneres. Algunes piules estan totalment restringides als països afrotròpics, i les cueretes troben predominantment a Europa, Àfrica i Àsia, amb dues espècies que migren i es reprodueixen a Alaska. Algunes piules tenen la distribució més cosmopolita, es troben principalment al Vell Món, però també es troben a Amèrica i illes oceàniques com Nova Zelanda i les Malvines. Dues espècies africanes, la piula pitgroga i la piula d'esperons de Sharpe, de vegades es col·loquen en un setè gènere separat, Hemimacronyx, que està estretament relacionat amb altres piules.
La majoria dels motacíl·lids són insectívors que s'alimenten a terra de camp lleugerament obert. Ocupen gairebé tots els hàbitats disponibles, des de la costa fins a les altes muntanyes. Alguns prefereixen hàbitats més humits. Hi ha espècies que utilitzen boscos, incloses la cuereta boscana, i altres espècies utilitzen rierols boscosos de muntanya, com la cuereta torrentera o la cuereta cuallarga.
Els motacíl·lids prenen una àmplia gamma de preses invertebrades: els insectes són els més habituals, però també inclouen aranyes, cucs i petits mol·luscs i artròpodes aquàtics. La presa més comuna per a qualsevol espècie o població en particular reflecteix la disponibilitat local.
Amb l'excepció d'algunes cueretes, nidifiquen a terra, posant fins a sis ous tacats.

## Descripció
Les cueretes, la piula d'esperons i altres piules són passeriformes esvelts, de mida petita a mitjana, que oscil·len entre els 14 i els 17 cm de llargada, amb colls curts i cues llargues. Tenen potes llargues i pàl·lides amb dits i urpes llargues, especialment el darrere, que pot ser de fins a 4 cm de llarg en alguns casos. No es veu cap dimorfisme sexual en la mida. En general, les piules robustes són més grans que les piules d'esperons i les cueretes. Algunes piules poden pesar fins a 64 g, com la piula d'esperons de Fülleborn, mentre que el rang de pes per a atres és de 15 a 31 g, i l'espècie més petita pot ser la piula groguenca. El plomatge de la majoria de piules és de color marró apagat i recorda a les aloses, encara que algunes espècies tenen plomatges més brillants, especialment el daurat del nord-est d'Àfrica. Les urpes llargues dels mascles adults tenen la part inferior de colors brillants. Les cueretes solen tenir un plomatge cridaner, que inclou gris, negre, blanc i groc.

## Taxonomia
Se n'han descrit 5 gèneres amb 69 espècies.
- Gènere Dendronanthus, amb una espècie: cuereta boscana (Dendronanthus indicus)
- Gènere Motacilla, amb 13 espècies.
- Gènere Tmetothylacus, amb una espècie: piula daurada (Tmetothylacus tenellus)
- Gènere Macronyx, amb 8 espècies.
- Gènere Anthus, amb 46 espècies.

## Espècies i gèneres
Família: Motacillidae
- Gènere Dendronanthus

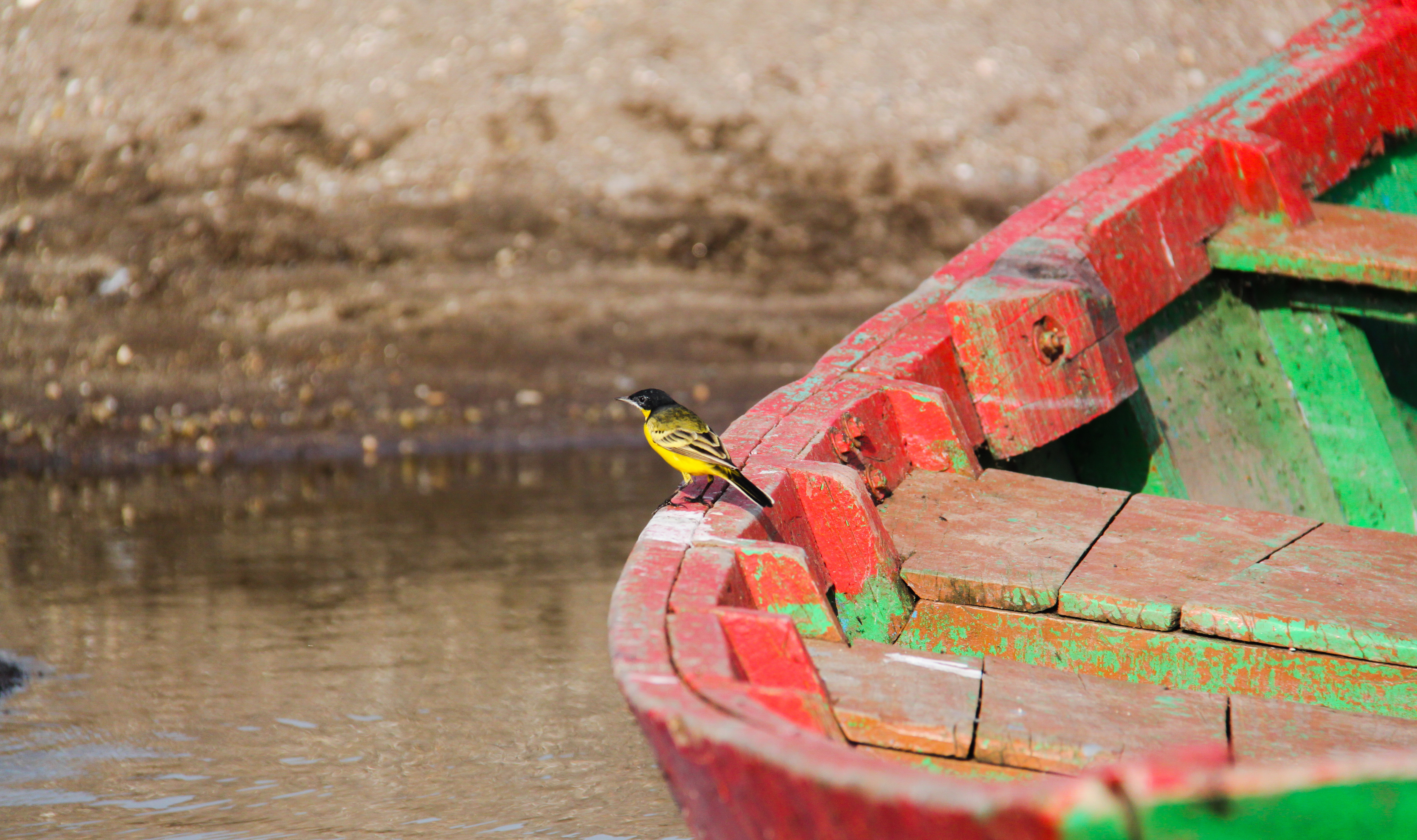
Cuereta groga, Motacilla flava feldegg

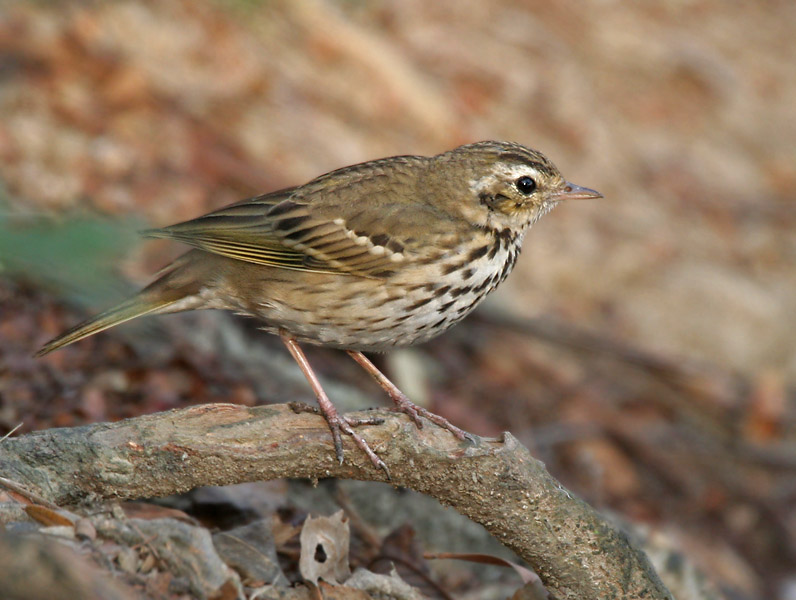
Piula de Hodgson, Anthus hodgsoni

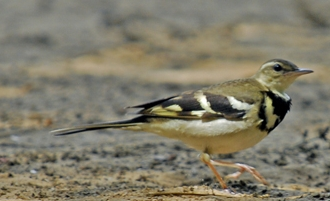
Cuereta boscana, Dendronanthus indicus

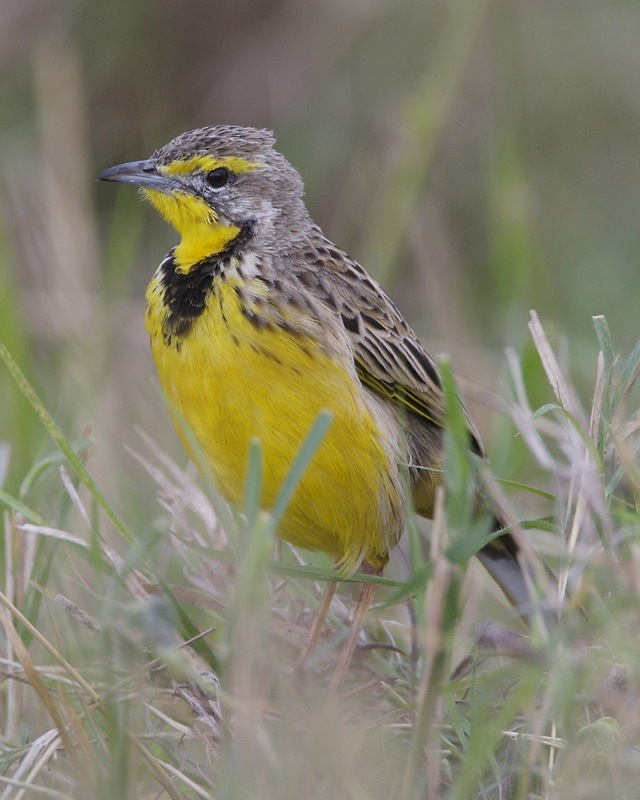
Piula d'esperons gorjagroga, Macronyx croceus

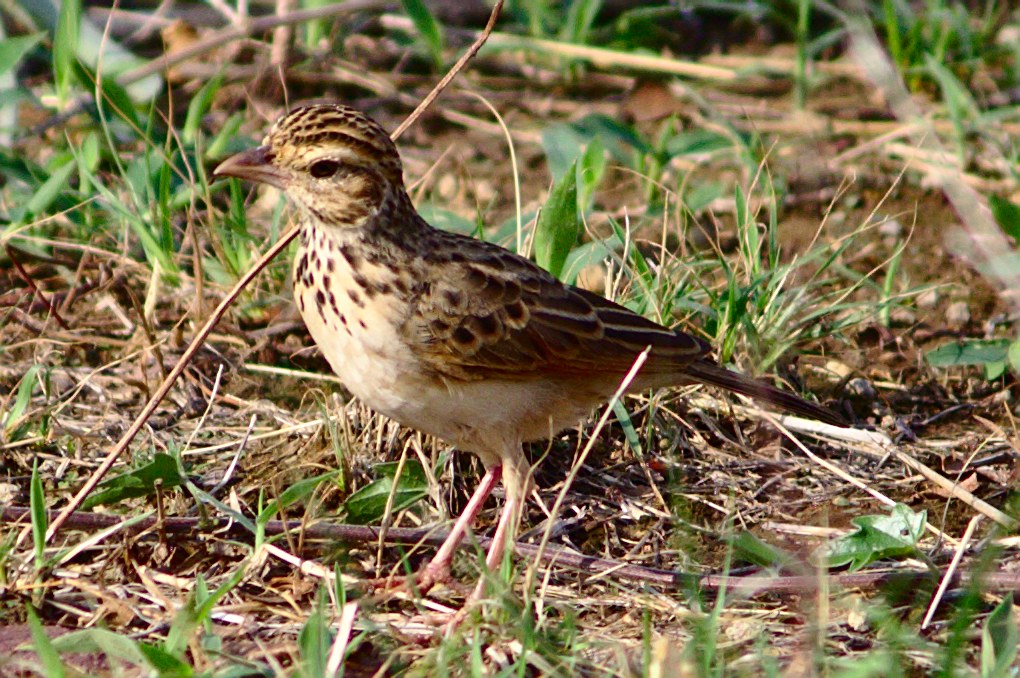
Piula oriental, Anthus rufulus

  - Cuereta boscana, Dendronanthus indicus
- Gènere Cuereta : lavanera típica
  - Cuereta groga, Motacilla flava, possiblement parafilètica
  - Cuereta de Txukotka, Motacilla tschutschensis, possiblement parafilètica
  - Cuereta citrina, Motacilla citreola - possiblement parafilètica
  - Cuereta del Cap, Motacilla capensis
  - Cuereta de Madagascar, Motacilla flaviventris
  - Cuereta torrentera, Motacilla cinerea
  - Cuereta cuallarga, Motacilla clara
  - Cuereta blanca, Motacilla alba – possiblement parafilètica
    - Cuereta blanca, Motacilla alba yarrellii
    - Cuereta blanca, Motacilla alba lugens

  - Cuereta africana, Motacilla aguimp
  - Cuereta del Mekong, Motacilla samveasnae
  - Cuereta del Japó, Motacilla grandis
  - Cuereta de l'Índia, Motacilla madaraspatensis
  - Motacilla bocagii Becudet de São Tomé
- Gènere Tmetothylacus
  - Pipit daurat, Tmetothylacus tenellus
- Gènere Macronyx : ungles llargues
  - Piula d'esperons del Cap, Macronyx capensis
  - Piula d'esperons gorjagroga, Macronyx croceus
  - Piula d'esperons de Fülleborn, Macronyx fuellebornii
  - Piula d'esperons de Sharpe, Macronyx sharpei - de vegades situat en el gènere Hemimacronyx
  - Piula d'esperons d'Abissínia, Macronyx flavicollis
  - Piula d'esperons del Pangani, Macronyx aurantiigula
  - Piula d'esperons de gorja rosada, Macronyx ameliae
  - Piula d'esperons de Grimwood, Macronyx grimwoodi
- Gènere Anthus : pipits típics
  - Piula de Richard Anthus richardi
  - Piula oriental Anthus rufulus
  - Anthus australis Anthus australis
  - Piula australàsica Anthus novaeseelandiae
  - Piula africana Anthus cinnamomeus
  - Piula muntanyenca Anthus hoeschi
  - Piula de Godlewski Anthus godlewskii
  - Trobat Anthus campestris
  - Piula becllarga Anthus similis
  - Piula de Nicholson Anthus nicholsoni
  - Piula boscana Anthus nyassae
  - Piula del Vaal Anthus vaalensis
  - Piula llisa Anthus leucophrys
  - Piula camallarga, Anthus pallidiventris
  - Titella Anthus pratensis
  - Piula dels arbres Anthus trivialis
  - Piula de Hodgson Anthus hodgsoni
  - Piula del Petxora Anthus gustavi
  - Piula rosada Anthus roseatus
  - Piula gorja-roja Anthus cervinus
  - Piula nord-americana Anthus rubescens
  - Grasset de muntanya Anthus spinoletta
  - Grasset costaner Anthus petrosus
  - Piula dels Nilgiri Anthus nilghiriensis
  - Piula de l'Himàlaia Anthus sylvanus
  - Piula de Berthelot Anthus berthelotii
  - Piula estriada Anthus lineiventris
  - Piula roquera Anthus crenatus
  - Piula cuacurta Anthus brachyurus
  - Piula de matollar Anthus caffer
  - Piula del Sokoke Anthus sokokensis
  - Piula de Malindi Anthus melindae
  - Piula pitgroga Anthus chloris - de vegades situat en el gènere Hemimacronyx
  - Piula de Nova Guinea Anthus gutturalis
  - Piula de Sprague Anthus spragueii
  - Piula groguenca Anthus chii
  - Piula beccurta Anthus furcatus
  - Piula del Chaco Anthus chacoensis
  - Piula correndera Anthus correndera
  - Piula antàrtica Anthus antarcticus
  - Piula ocràcia Anthus nattereri
  - Piula de Hellmayr Anthus hellmayri
  - Piula andina Anthus bogotensis
  - Madanga Anthus ruficollis